# Sicherheitsdienst

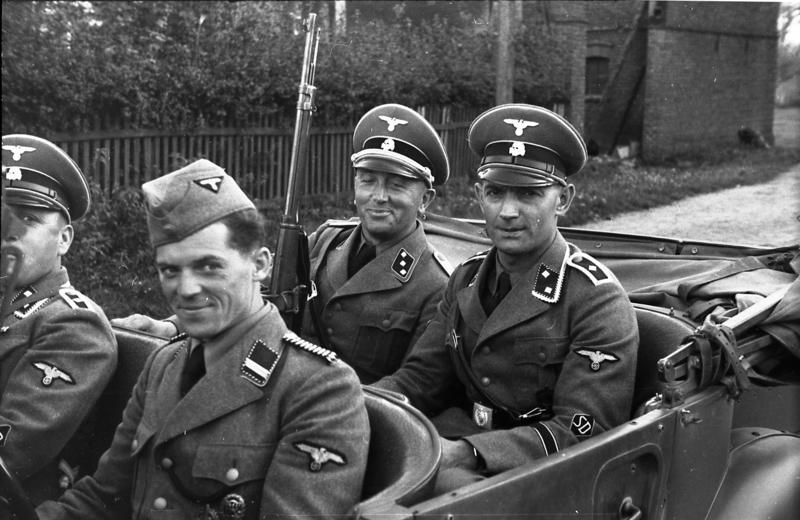
Oficiais da SD na Polônia em 1941.

Sicherheitsdienst (Serviço de Segurança em português) por extenso ''Sicherheitsdienst des Reichsführers-SS'', melhor conhecida por SD era o setor primário do serviço de inteligência da Schutzstaffel (SS)  e do NSDAP. De 1933 até 1939 era administrada pela SS e no começo da Segunda Guerra Mundial passou a ser comandada pelo RSHA - (Reichssicherheitshauptamt, em português Gabinete Central de Segurança do Reich).
Seus membros eram identificados por um losango negro com a sigla "SD" na manga esquerda do uniforme. Todo oficial do Sicherheitsdienst tornava-se automaticamente oficial da polícia. Uma de suas subdivisões era a Gestapo - por se tratar de uma organização secreta, esta não possuía uma insígnia especial, embora seus membros pudessem ocultar-se em uniformes de outras corporações. 

Até 1942, o posto de chefe do SD foi ocupado por Reinhard Heydrich; com a morte deste, passou para as mãos de Ernst Kaltenbrunner, que exerceu este cargo até o final da guerra. Foi sentenciado à morte pela forca no Julgamento de Nuremberg, em 1946.